# Lisica (Wzgórza Bukowe)
Lisica (do 1945 niem. Voss Berg, Vossberg; Voss = Fuchs – lis + Berg – góra) – wzniesienie o wysokości 140,2 m n.p.m., jeden z najwyższych punktów Wzgórz Bukowych. 
Wzniesienie o stromych (ponad 40 m wysokości względnej), zalesionych stokach północnych i wschodnich oraz łagodniejszych, niezalesionych zachodnich i południowych. Spod rozległego i płaskiego wierzchołka wypływa potok Trawna, na wschód od niego – wieloźródłowy Lisi Potok. 
Na szczycie Lisicy znajduje się Radiowo-Telewizyjne Centrum Nadawcze w Kołowie, którego maszty antenowe widoczne są z odległości kilkunastu kilometrów. 
Przez Lisicę prowadzi  Szlak im. Stanisława Grońskiego oraz  Szlak im. Bolesława Krzywoustego.